# Islote Pirámide
Islote Pirámide (también conocida como Ye Cuín o Islote Yecuyi) es una pequeña isla deshabitada y rocosa del Golfo de Guinea del Océano Atlántico en el país africano de Guinea Ecuatorial que recibe ese nombre debido a que tiene forma de cono triangular. Administrativamente forma parte de la Provincia de Annobón, en la parte sur de la Región Insular de ese país. Se localiza en la coordenadas geográficas 01°24′03″S 5°38′09″E / -1.40083, 5.63583, siendo la localidad habitada más cercana San Antonio de Pale en Annobón.